# Gloryhammer
Gloryhammer — шотландско-швейцарская музыкальная группа в стиле симфоник-пауэр-метал, основанная Кристофером Боусом. Группа появляется на сцене в доспехах и костюмах.

## История
Дебютный альбом Tales from the Kingdom of Fife был представлен в марте 2013 года.
25 сентября 2015 года, был выпущен второй альбом под названием Space 1992: Rise of the Chaos Wizards, с которым коллектив попал в чарты в нескольких странах. После этого последовали туры с такими группами как: Stratovarius, Blind Guardian, HammerFall.
16 мая 2017-го, коллектив был номинирован на награду, как лучший коллектив в категории «Подающие надежды» (англ. Up & Coming), немецкой редакцией интернационального музыкального журнала Metal Hammer. В 2018 году группа была номинирована повторно, в той же категории.
В январе 2018-го, группа провела тур по Европе, состоящий из 24 выступлений, на 11 из которых были проданы все билеты.
В сентябре того же года, коллектив провёл совместный тур с Alestorm в Северной Америке (В Канаде и США), состоящий из 19 выступлений.
30 января 2019 года, на официальной Facebook странице коллектива был анонсирован альбом Legends from Beyond the Galactic Terrorvortex, позже выпущенный 31 мая.
22 августа 2021 года Gloryhammer объявили, что Томас Винклер больше не является частью группы. Все предстоящие концерты должны проходить, как и планировалось, с новым певцом. Винклер, в свою очередь, ответил постом в Facebook, что он узнал о разрыве по электронной почте от своих товарищей по группе. Официальная причина - разногласия по поводу бизнеса и организационных вопросов.

## Состав

### Текущие участники
- Кристофер Боус (Zargothrax) — клавишник, бэк-вокал (2010 — наши дни)
- Пол Темплинг (Ser Proletius) — гитарист, бэк-вокал (2010 — наши дни)
- Бен Тюрк (Ralathor) — барабаны (2010 — наши дни)
- Джеймс Картрайт (The Hootsman) — бас-гитара, бэк-вокал (2010 — наши дни)
- Созос Майкл (Angus McFife II/V) — ведущий вокал (2021 — наши дни)

### Бывшие участники
- Томас Винклер (Angus McFife XIII) — ведущий вокал (2011—2021)

## Дискография
Студийные альбомы
- Tales from the Kingdom of Fife (2013)
- Space 1992: Rise of the Chaos Wizards (2015)
- Legends from Beyond the Galactic Terrorvortex (2019)
- Return to the Kingdom of Fife (2023)